# Zethus fuscus
Zethus fuscus är en stekelart som först beskrevs av Perty 1833.  Zethus fuscus ingår i släktet Zethus och familjen Eumenidae. Inga underarter finns listade i Catalogue of Life.